# Альцек
Альцек (болг. Алцек, Алціок, Алзек) — п'ятий син хана Кубрата, правителя Великої Болгарії.

## Біографія
На початку до частини болгар хан Альцек мігрував у Аварський каганат. У 631 році він спробував опанувати Каганський трон, але програв, болгари були розбиті і рушили в Баварію. Тут вони стали просити короля франків Дагоберта I заселитися в межах його держави. Дагоберто I дозволив болгарам тут селитися, однак, вважаючи їх загрозою, віроломно наказав своїй армії вирізати 9000 болгар вночі. Решта болгар Алцека відступили і кілька десятиліть несли службу в Карантанському князівстві на території сучасної Австрії, який входив в конфедерацію Само. Потім Альцек зі своєю частиною болгарського народу пішов в італійські землі. Хан Альцек просив у короля лангобардів Грімоальда (662—671) можливості поселитися в його країні, обіцяючи служити йому. Король Грімоальд відправив їх до свого сина Ромуальда I в Беневент, де вони й осіли в Сепіно, Бовіане і Інзернії. Ромуальд прийняв болгар радо і дав їм землі. Він також розпорядився, щоб титул Альцека був змінений з герцога, як називає його історик Павло Диякон, на Гастальдо (титул намісника), згідно латинських назв.
Павло Диякон завершує розповідь про болгар Альцека так: «І вони живуть в цих місцях, про які ми говорили, аж до теперішнього часу, і хоча вони говорять і латиною теж, але все-таки ще до кінця не відмовилися від вживання своєї мови ..»
На сьогоднішній день, за словами доктора Паскуале Карелі, близько ста топонімів в Італії мають у корені слово «Булгар».